# Angela Knösel
Angela Knösel (Mühlhausen, 29 agosto 1949) è un'ex slittinista tedesca orientale.
Dopo la riunificazione della Germania (1990), acquisì la cittadinanza tedesca.

## Biografia
Fu protagonista, insieme alle altre compagne della squadra DDR Ortrun Enderlein ed Anna-Maria Müller, del più grande scandalo sportivo legato al mondo dello slittino. Il fatto avvenne durante i Giochi olimpici di Grenoble 1968, mentre si stava disputando la terza manche del singolo femminile i giudici di gara constatarono che i pattini delle slittiniste della Germania Est erano stati riscaldati (quest'ultima pratica proibita che rende minore l'attrito delle lame sul ghiaccio) e, dopo aver fatto loro disputare la discesa, decisero di squalificarle dalla manifestazione.
Prese parte solo all'edizione dei Giochi olimpici invernali di Grenoble 1968 dove, come detto, venne squalificata.
Ai campionati europei vinse due medaglie d'argento nel singolo, ad Hammarstrand 1970 e ad Imst 1971.
Si ritirò dalle competizioni dopo la mancata qualificazione ai Giochi di Sapporo 1972.

## Palmarès

### Europei
- 2 medaglie:
  - 2 argenti (singolo ad Hammarstrand 1970; singolo ad Imst 1971).